# Asadipus woodleigh
Asadipus woodleigh är en spindelart som beskrevs av Norman I. Platnick 2000. Asadipus woodleigh ingår i släktet Asadipus och familjen Lamponidae.
Artens utbredningsområde är Western Australia. Inga underarter finns listade i Catalogue of Life.